# Nis Petersen
Nis Petersen (ur. 1897, zm. 1943) – duński pisarz i poeta, autor głośnej powieści historycznej z życia chrześcijańskiej gminy za czasów Marka Aureliusza Ulica sandalników (1931, wydanie polskie 1935). Pisał również nastrojowe poezje (Til en dronning 1934), a także nowele.